# Kjell Ola Dahl
Kjell Ola Dahl (født 4 februar 1958 på Gjøvik) er en norsk forfatter.
Han har studeret psykologi og økonomi. 
Han debuterede litterært 1993 med kriminalromanen Dødens investeringer.

### Romaner og fortællinger
(Norske titler - flere værker er også udkommet på dansk)
- Dødens investeringer – kriminalroman (1993)
- Seksognitti – kriminalroman (1994)
- Miniatyren – kriminalroman (1996)
- Siste skygge av tvil – kriminalroman (1998)
- En liten gyllen ring – kriminalroman (2000)
- Mannen i vinduet – kriminalroman (2001)
- Gjensynsgleder – love stories – noveller (2002)
- Lille tambur – kriminalroman (2003)
- Den fjerde raneren – kriminalroman (2005)
- Lindeman & Sachs – roman (2006)
- Svart engel – kriminalroman (2007)
- Lindemans tivoli – roman (2008)
- Kvinnen i plast – kriminalroman (2010)
- Isbaderen – kriminalroman (2011)

### Bidrag i antologier
- Hunden – Novelle i samlingen Mistanken brer seg – Red. Astrid De Vibe og Irene Engelstad, Gyldendal forlag, (1997)
- Døden tar telefon– Novelle i samlingen De nye krimheltene – Red. Nils Nordberg, Gyldendal forlag, (2002)
- Helt ubegripelig – Novelle i samlingen Forbuden frukt, Gyldendal forlag, (2002)
- Kua – Novelle i samlingen Ingenting å skrive hjem om – Red. Lars Lenth, Kagge Forlag, (2002)
- Vidvinkel – Novelle i samlingen Den skandinaviske gullrekka Gyldendal forlag, (2012)
- Haikere – Novelle i samlingen Årets påskekrim forlaget Cappelen Damm, (2012)

### Faglitteratur
- Sporløst forsvunnet – dokumentarbog i samarbejde med Ola Thune Kagge Forlag (2001)
- Venezia – forfatterens guide– reisebok, Spartacus forlag (2004). Bogen er illustreret med fotografier af Oddleiv Apneseth
- Forsvarerens kriminalfortellende behov – essay i samlingen Folkefiende? 70 år med Staff (2004)
- Fortellingen om Bill Gates – Børnebog Kagge Forlag (2009)
- Dødens seilas – Scandinavian Star og gåtene – dokumentarbog om katastrofen på passagerfærgen Scandinavian Star 7. april 1990, Pax forlag (2012)